# Route nationale 698
Die Route nationale 698, kurz N 698 oder RN 698, war eine französische Nationalstraße, die von 1933 bis 1973 zwischen Néris-les-Bains und Gannat verlief. Ihre Länge betrug 55,5 Kilometer.

## N 698a
Die Route nationale 698A, kurz N 698A oder RN 698A, war eine französische Nationalstraße und von 1933 bis 1973 ein Seitenast der N 698, der von dieser bei Commentry abzweigte und nach Doyet führte. Ihre Länge betrug 8 Kilometer.